# Eumecochernes pacificus
Eumecochernes pacificus är en spindeldjursart som först beskrevs av With 1905.  Eumecochernes pacificus ingår i släktet Eumecochernes och familjen blindklokrypare. Inga underarter finns listade i Catalogue of Life.